# U-Lite
U-Lite, conosciuto precedentemente con il nome di Ubuntu Lite, era una distribuzione GNU/Linux derivata da Ubuntu non supportata ufficialmente da Canonical.
L'obiettivo di Ubuntu Lite era quello di consentire l'installazione del sistema operativo su macchine che dispongono di limitate risorse ed hardware obsoleto. Per portare avanti questo obiettivo, Ubuntu Lite proponeva come desktop IceWM, ma dalla versione 0.8 ha adottato LXDE, ancora più leggero, e disponeva di un ampio numero di applicazioni GTK+.
Questa distribuzione è frutto del lavoro dello sloveno Matic Ahacic che ha alleggerito il sistema operativo originale, adattandolo all'utilizzo su macchine datate.

## Metodo d'installazione
Per installare Ubuntu Lite bisogna avere una connessione internet, infatti l'immagine disco contiene solo il minimo necessario per il sistema. Una volta avviata l'installazione del sistema completo esso provvederà a scaricare i file necessari. Per installare il sistema completo si può seguire la guida ufficiale..Quando il progetto era attivo, gli sviluppatori avevano in mente di creare un'immagine disco completa avviabile in live:caratteristica introdotta nella 0.8 RC1 in beta e migliorata nella 0.8 RC2.

## Minimi requisiti di sistema
U-Lite richiede come minimo 64 MB di RAM,processore Pentium 200Mhz e 1,3Gb di disco.
Dalla versione 0.8 è stato annunciato che Ubuntu Lite avrebbe cambiato desktop environment, adottando LXDE, diminuendo i requisiti di sistema a 56 MB di RAM e 776MB di spazio sul disco.

## Cronologia versioni
- 0.6:pubblicata il 21/09/2007
- 0.7:pubblicata il 29/11/2007
- 0.8 RC1:pubblicato il 30/06/2008
- 0.8 RC2:pubblicato il 27/08/2008

Era stata pensata una versione che era in sviluppo, la 0.9,era in stato dev e non è mai stata distribuita.